# 고주희 (1976년)
고주희(1976년 1월 1일~)은 대한민국의 배우이다. 1994년 미스 캐나다로 데뷔하였다.

## 학력
- 서강대학교 신문방송학과 졸업

## 출연작

### TV드라마
- 1995년 MBC 청소년드라마 《사춘기》
- 1995년 MBC 정치드라마 《제4공화국》
- 1996년 MBC 월화드라마 《1.5》
- 1996년 MBC 주말연속극 《동기간》
- 1997년 MBC 월화드라마 《의가형제》
- 1997년 MBC 농촌드라마 《전원일기》
- 1997년 KBS1 일일연속극 《정 때문에》
- 1997년 SBS 주간시트콤 《LA아리랑》
- 1997년 MBC 일일연속극 《방울이》
- 1997년 MBC 수목드라마 《영웅신화》
- 1997년 SBS 일일연속극 《지평선 너머》 ... 서유정 역
- 1997년 MBC 주말연속극 《그대 그리고 나》
- 1998년 SBS 일일시트콤 《순풍산부인과》
- 1998년 MBC 일일시트콤 《남자 셋 여자 셋》 ... 박세리 때문에 고주희 역으로 카메오 단역
- 1998년 MBC 주간시트콤 《여자 대 여자》
- 1998년 SBS 일일연속극 《7인의 신부》 ... 서지혜 역
- 1998년 MBC 토요시트콤 《아니 벌써》 ... 노한숙 역
- 1999년 MBC 월화드라마 《흐르는 것이 세월뿐이랴》
- 1999년 MBC 주말연속극 《장미와 콩나물》
- 1999년 MBC 일요아침드라마 《사랑밖엔 난 몰라》
- 2000년 MBC 일일시트콤 《가문의 영광》
- 2000년 SBS 일일시트콤 《골뱅이》
- 2001년 MBC 주간시트콤 《세 친구》 ... 송윤정 역
- 2001년 MBC 일일연속극 《결혼의 법칙》 ... 한나영 역
- 2001년 MBC 주말연속극 《그 여자네 집》
- 2002년 SBS 주말극장 《그 여자 사람잡네》

### 영화
- 1995년 《비설》 … 미애 역
- 1999년 《카라》 … 윤미라 역
- 2003년 《내츄럴 시티》 … 아미 역

## 방송
- MBC 《테마게임 - 과거》
- KBS2 《연예가중계》
- MBC 《섹션TV 연예통신》

## 라디오 프로그램
- MBC 《신동호의 모닝쇼》